# Musée Afro Brasil
Le musée Afro Brasil est un musée consacré à la recherche, à la préservation et à l'exposition d'objets liés à l'univers culturel des Noirs au Brésil. Le musée est situé dans le Parc d'Ibirapuera, à São Paulo.

## Histoire
Le musée Afro Brasil a été fondée en 2004 à l'initiative d’Emanoel Araújo, ancien conservateur de la Pinacothèque de l'État de São Paulo, artiste de Bahia. Dès 2014, Araújo est le directeur et conservateur du musée.

## Organisation
La collection touche tous les différents aspects de l’univers culturel afro-brésilien comme la religion, le travail, l'art, la diaspora africaine et l'esclavage. 
Dans la section du musée consacrée à l'art du XXe siècle, il y a une série de grandes œuvres d'artistes afro-brésiliens comme Benedito José Tobias, Rubem Valentim, Heitor dos Prazeres, Ronaldo Rego, Octavio Araujo, Manuel Messie, Caetano Dias, José Hyginus, Tibère, Jorge Luis dos Anjos et les œuvres de Maître Didi. Le Musée Afro Brasil recueille aussi un grand nombre d’œuvres d’artiste comme Madalena Schwartz, Sergio Valle Duarte, Alfred Weidinger, André Vilaron, Eustaquio Neves, Walter Firmo, Joseph Pace.
La collection Afro Brasil a plus de 5 000 œuvres entre peintures, sculptures, gravures, photographies, documents et objets d’art. Le musée Afro Brasil montre aussi les influences africaines dans la construction de la société brésilienne.

## Événements
En 2014, pour le dixième anniversaire du musée (2004 - 2014) et pour la Coupe du monde de football Brésil 2014, le musée organise l'exposition “O Negro no Futebol Brasileiro - A Arte os Artisas”  qui met en évidence les joueurs afro-déscendents comme Pelé,  Garrincha,  Didi,  Djalma Santos,  Barbosa,  Zizinho et Jairzinho dans l'histoire du football au Brésil et leur importance dans la construction de l'identité nationale brésilienne. Parmi les photos et les caricatures des joueurs, parmi d'autres, font partie intégrante de l'exposition les œuvres "Stadium" et les “Masques Votives du Football”, des artistes du Bénin Aston et Kifouli, la sculpture de bijoux  "Mundial Brasileiro" de l'artiste italien Joseph Pace et l'œuvre "Diamante Negro – Inventor da Bicicleta" (2014), un spray acrylique sur toile, de l'artiste de graffitis brésilien Speto.